# Langan
Langan é uma comuna francesa na região administrativa da Bretanha, no departamento Ille-et-Vilaine. Estende-se por uma área de 7,83 km². Em 2010 a comuna tinha 1 029 habitantes (densidade: 131,4 hab./km²).